# Jadon Sancho
Jadon Malik Sancho, född 25 mars 2000 i Kennington i London, är en engelsk fotbollsspelare som spelar för Chelsea, på lån från Manchester United. Han representerar även Englands herrlandslag i fotboll. 

## Klubbkarriär

### Borussia Dortmund
Den 31 augusti 2017 värvades Sancho av tyska Borussia Dortmund. Den 21 oktober 2017 debuterade Sancho i Bundesliga i en 2–2-match mot Eintracht Frankfurt, där han byttes in i den 84:e minuten mot Maximilian Philipp. Han gjorde 12 mål på 34 ligamatcher för Dortmund säsongen 2018/2019.

### Manchester United

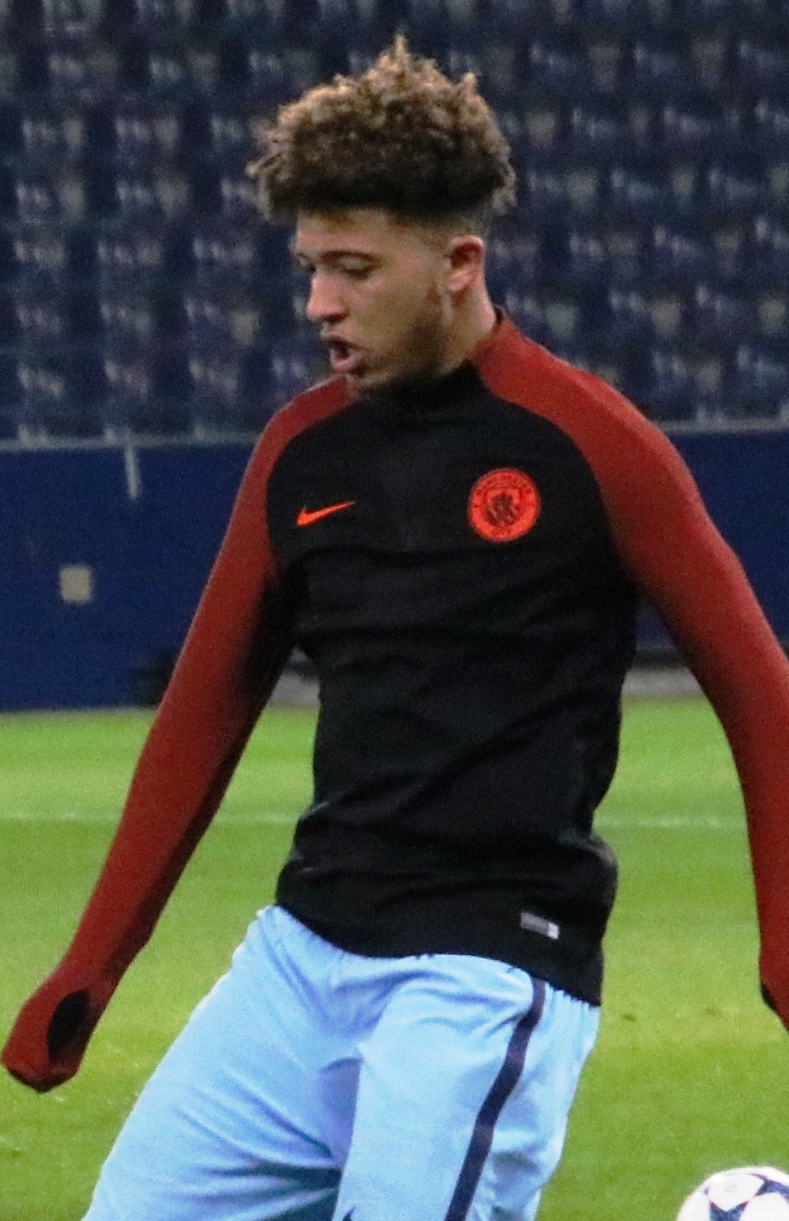
Sancho i Manchester City, 2017

Sommaren 2021 värvades Sancho av engelska Manchester United på ett femårskontrakt, med en option på ett ytterligare år. Han blev därmed ytterligare en spelare som representerat både Manchester City och Manchester United, vilket är två lokala rivaler.  
Sancho gjorde sitt första mål för Manchester United den 23 november 2021 i en match mot Villarreal i Uefa Champions League. Hans första Premier League-mål kom mot Chelsea den 28 november 2021.

#### Återkomst till Borussia Dortmund
Den 11 januari 2024 lånades Sancho ut till den tidigare klubben Borussia Dortmund på ett avtal för resten av säsongen.

#### Lån till Chelsea
Den 31 augusti 2024 lånades Sancho ut till Chelsea på ett säsongslån och därefter med en obligatorisk köpoption.

## Landslagskarriär
Sancho debuterade för Englands landslag den 12 oktober 2018 i en 0–0-match mot Kroatien, där han blev inbytt i den 78:e minuten mot Raheem Sterling.